# Nodul rutier Quatre-Cantons
Nodul rutier Quatre-Cantons este un nod rutier situat pe teritoriul comunelor Lesquin și Lezennes, lângă Villeneuve-d'Ascq, în departamentul Nord, regiunea Hauts-de-France. În 2012, nodul rutier a fost complet refăcut pentru a permite accesul direct la noul Stadion Pierre-Mauroy.

## Drumuri deservite
- Autostrada A22 spre sudul Lille și A1;
- Autostrada A27 spre Tourcoing și Bruxelles;
- RN 227, șoseaua de centură estică a Lille spre nord și autostrada A22;
- RD 146 spre Lezennes, Lesquin și Villeneuve-d'Ascq.